# Позариха
Позариха — село в Каменском районе Свердловской области России. Входит в Каменский муниципальный округ.
Ранее было центром Позарихинского сельсовета Каменского района.

## География
Село Позариха примыкает к северо-западной границе города Каменска-Уральского. С северо-востока на юго-запад через село протекает небольшая речка Позаришка — левый приток реки Каменки. Западная часть села выходит к берегу Каменки, к границам села Новый Завод. На востоке проходит железнодорожная ветка Богданович — Каменск-Уральский.

## История
По одной из версий, деревня получила название от речки Позарихи (ныне Позаришка). В старину эту речку ещё называли Пузыриха, по тому что её глиняные берега пузырились. По другой версии, название Позориха получила от слова «зорить», так как поселение подвергалось неоднократному разорению.
Позариха основана в период между 1719—1734 годами, так как не упомянута в переписи 1719 года, но присутствует на ландшафтной карте 1734 года Афанасия Кичигина. Деревня была приписана к Каменскому заводу, для него жители деревни готовили древесный уголь в лесах Каменской дачи.
В 1916 году деревня относилась к Щербаковской волости. В 1928 году деревня Позориха входила в Новозаводской сельсовет Каменского района Шадринского округа Уральской области. В 1936—1956 годах в деревне существовал колхоз имени Ворошилова, в 1957 году вошедший совхоз «Каменский». 21 июня 1957 года в деревню Позариху из села Беловодья перенесён центр Беловодского сельсовета, а 30 декабря 1976 года сельсовет переименован в Позарихинский.

## Население
| 1904 | 1926 | 2002  | 2010  | 2021  |
| ---- | ---- | ----- | ----- | ----- |
| 740  | ↗881 | ↗2210 | ↗2273 | ↘1969 |

Структура
- По данным 1904 года, в деревне было 138 дворов с населением 740 человек (мужчин — 375, женщин — 365), все русские[10].
- По данным переписи населения 1926 года, в деревне Позорихе было 211 дворов с населением 881 человек (мужчин — 431, женщин — 450), все русские[4].
- По данным переписи населения 2002 года, русские составляли 94 % от общего числа жителей Позарихи[11].
- По данным переписи населения 2010 года, в селе проживали 1068 мужчин и 1205 женщин[12].

## Местное самоуправление
Председатели сельского совета
- Байнов Анатолий Дмитриевич
- Тетерин Александр Петрович
- Устинов Владимир Семенович, работал с 1941—1945 г.г.
- Устинов Павел Петрович, работал с 1950—1960 г.г.
- Устинов Николай Петрович работал председателем с 1967 г.
- Головина Маргарита Алексеевна
- Русинов Юрий Семенович с 1972 по 1980 г
- Красиков Николай Александрович, работал с 1980—1983 г.
- Сухарев Владимир Иванович, 1947 г.р., работал с 1983 по 1986 г,
- Майстренок Александр Иванович, работал один созыв, с 1986—1990 г.

Главы сельской администрации
- Казимиров Николай Антонович, работал с 1990 по 2009 год,
- Лугинин Павел Николаевич, работает с апреля 2009 года

## Инфраструктура
Через село проходит западный железнодорожный выезд из города. Действует отделение «Почты России».
- Производство: крупные промышленные предприятия ОАО «Каменское», Ремонтный завод «Синарский», ООО «Уралпромторгбизнес», Каменское торговое предприятие РАЙПО.
- Социальная сфера: детский сад «Колосок», Каменская средняя общеобразовательная школа, Детская школа искусств, Центр культуры им. В. В. Чемезова, библиотека, физкультурно-спортивный комплекс, общая врачебная практика, отделение почтовой связи № 59, отделение Сбербанка России, ветеринарный участок, парикмахерская, общественные организации: совет ветеранов, женсовет, совет молодёжи, уличные комитеты.

## Достопримечательности
Стела воинам, погибшим в Великой Отечественной войне 1941—1945 гг.